# Státní hranice Albánie

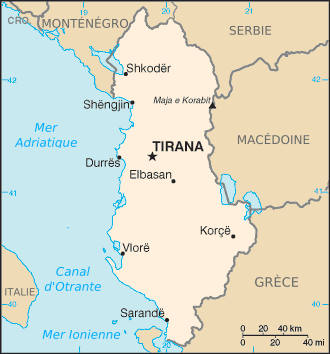
Mapa Albánie

Státní hranice Albánie obklopuje sever, jih a hlavně východ území země. Na západě se pak nachází pobřeží Jónského a Jaderského moře. Celková délka hranice činí 1 094 km; z toho připadá 657 km na souš, 121 km na řeky nebo jezera a 316 km na pobřežní pásmo.
Albánie hraničí s těmito státy:
- Řecko (na jihu) – 282 km
- Severní Makedonie (na východě) – 151 km
- Kosovo (na severovýchodě) – 115 km
- Černá Hora (na severozápadě) – 172 km

Albánské hranice procházejí hlavně hornatými oblastmi (například Prokletije), což je činí snadněji hlídatelné. Jedinou výjimkou je sever, kde hraniční čára prochází mezi Jaderským mořem a Skadarským jezerem v nížině.
Do roku 1991 existovalo podél albánských hranic tzv. hraniční pásmo, přístup do moře byl rovněž zakázán. Vše bylo z bezpečnostních důvodů, neboť tehdejší politická reprezentace země se velmi obávala možné invaze, útěku občanů nebo různých jiných záškodnických akcí, které by mohly podniknout ať už východní, či západní blok. Po otevření hranic byl sice obnoven přeshraniční provoz v míře srovnatelné s ostatními evropskými zeměmi, kontroly však zůstávají stále důkladné. Dnes patří mezi významné hraniční přechody na severu s Černou Horou Han i Hotit, na jihu s Řeckem pak Sopik. Obyvatelé Severní Makedonie využívají několik přechodů v okolí Ohridského jezera.

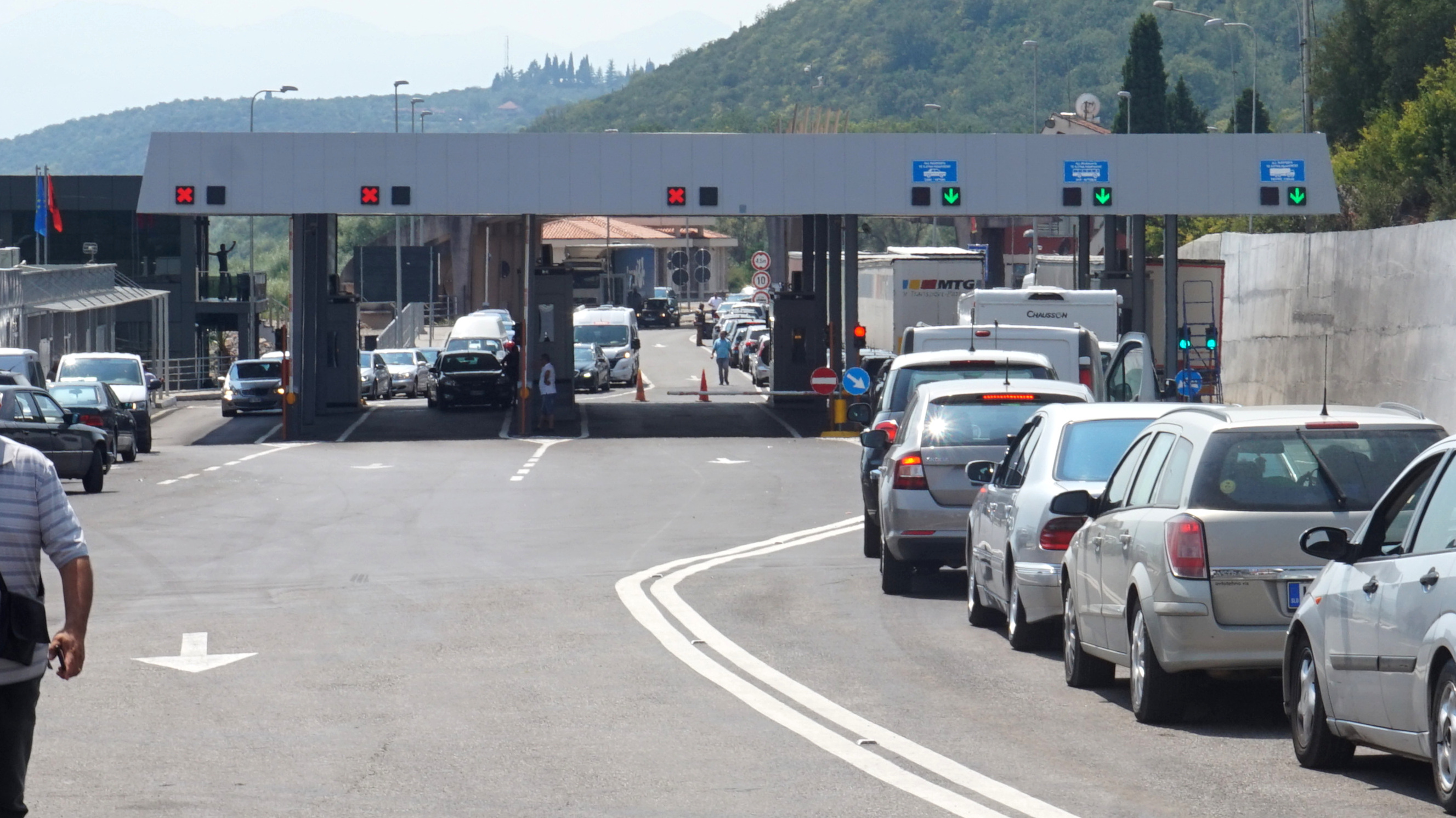
Albánsko-černohorský hraniční přechod Hani Hotit-Božaj (albánská strana)
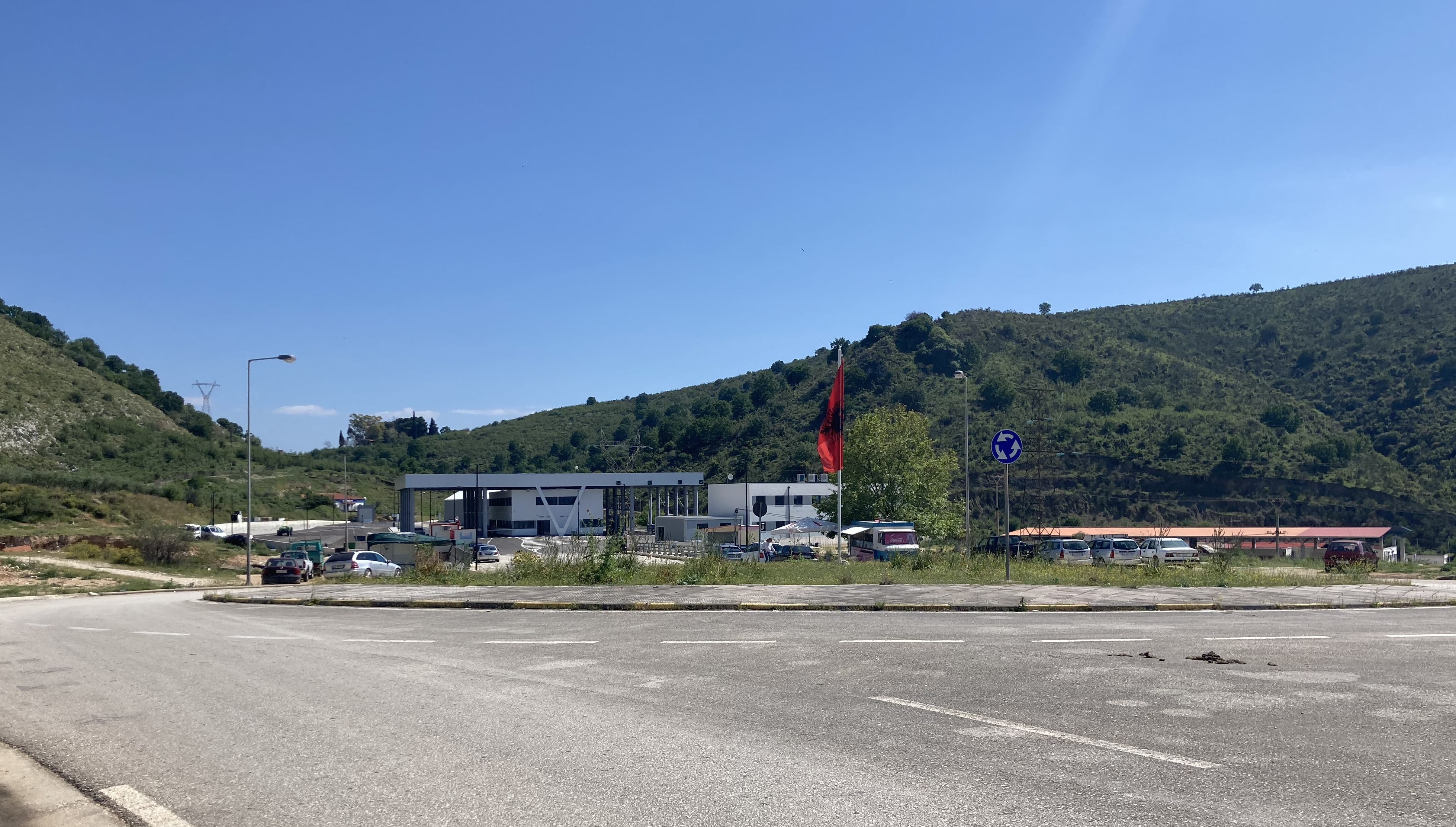
Albánsko-řecký hraniční přechod u Konispolu (albánská strana)
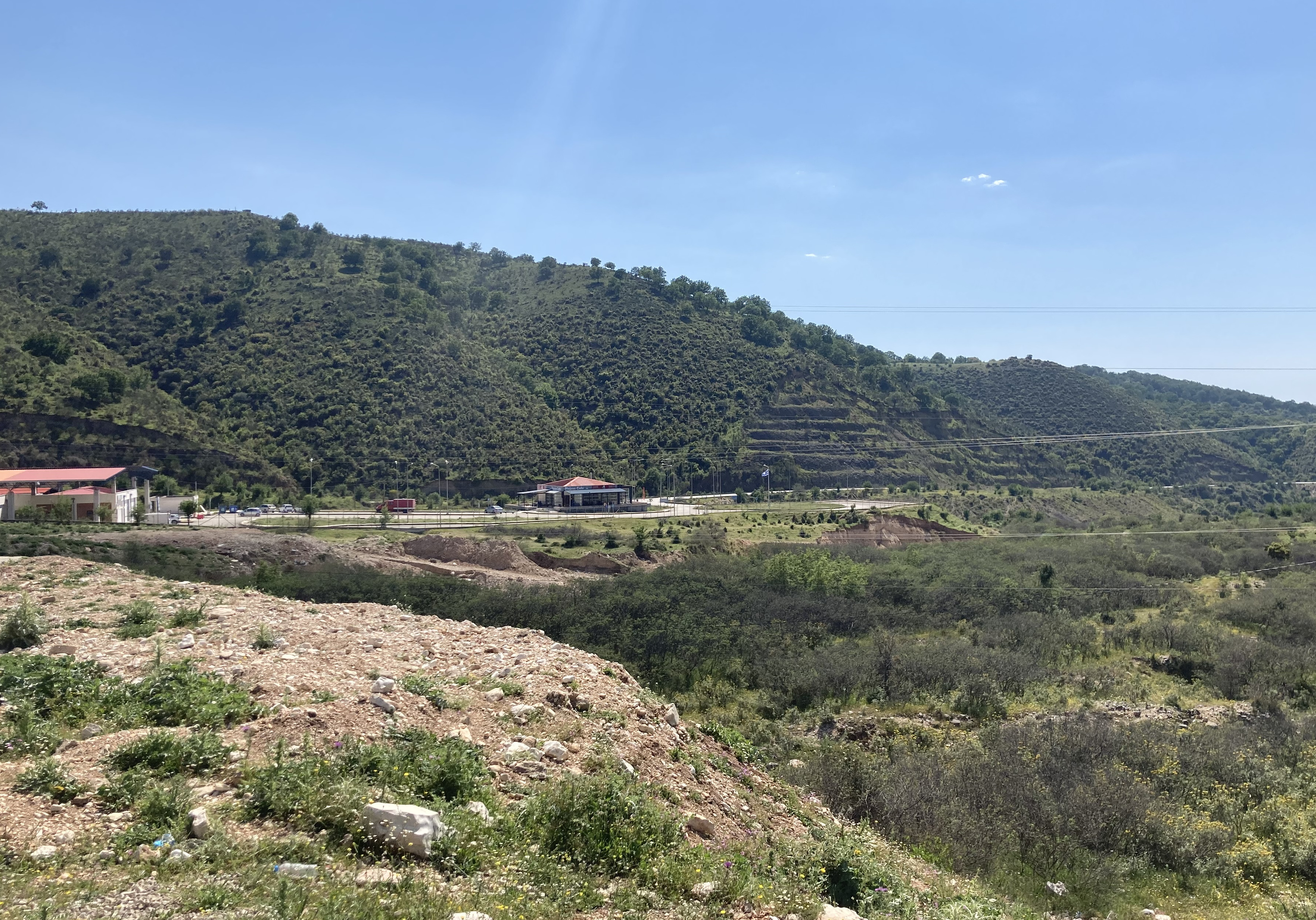
Albánsko-řecký hraniční přechod u Konispolu (řecká strana)
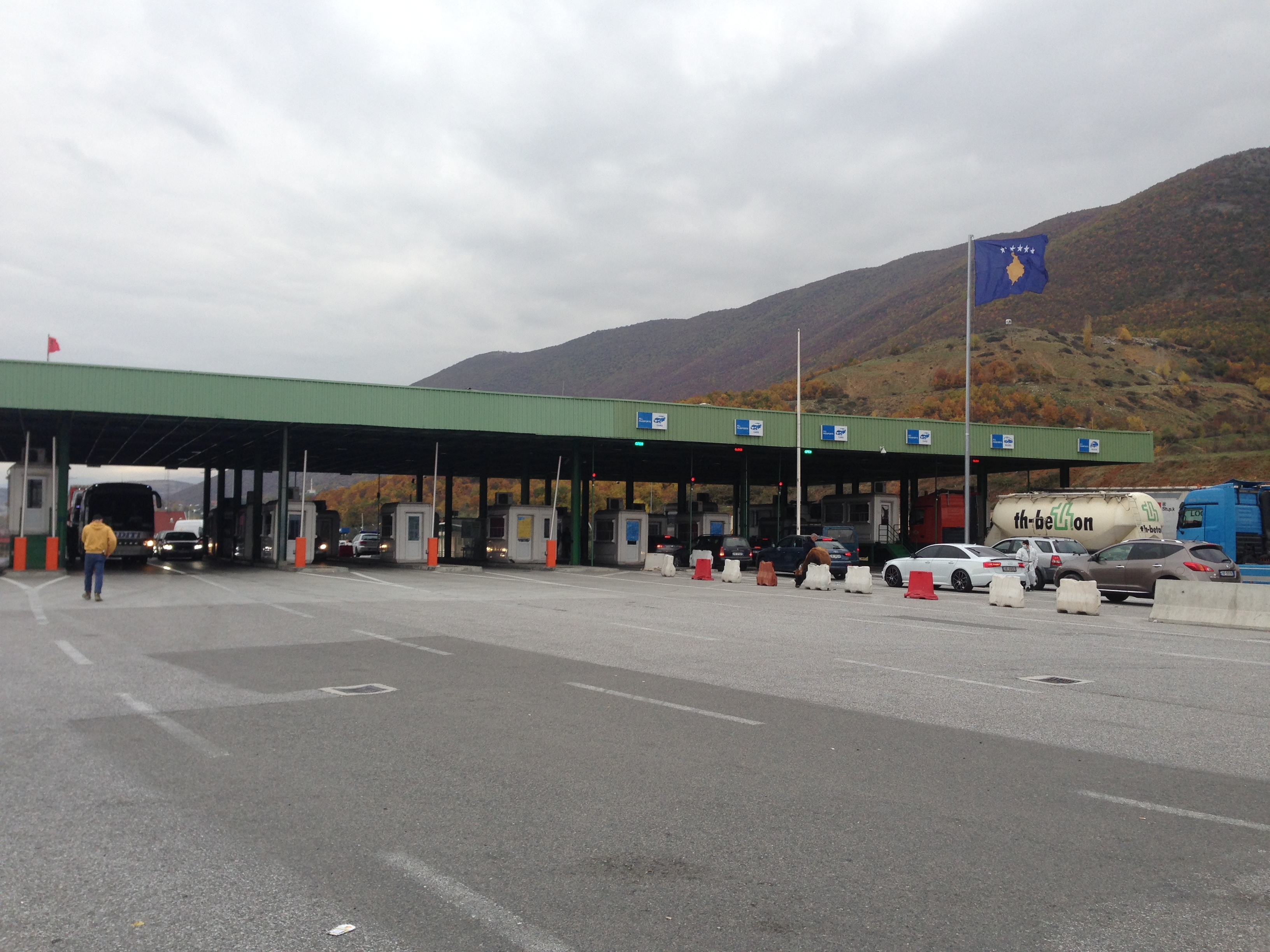
Albánsko-kosovský hraniční přechod Morinë-Vërmicë (kosovská strana)
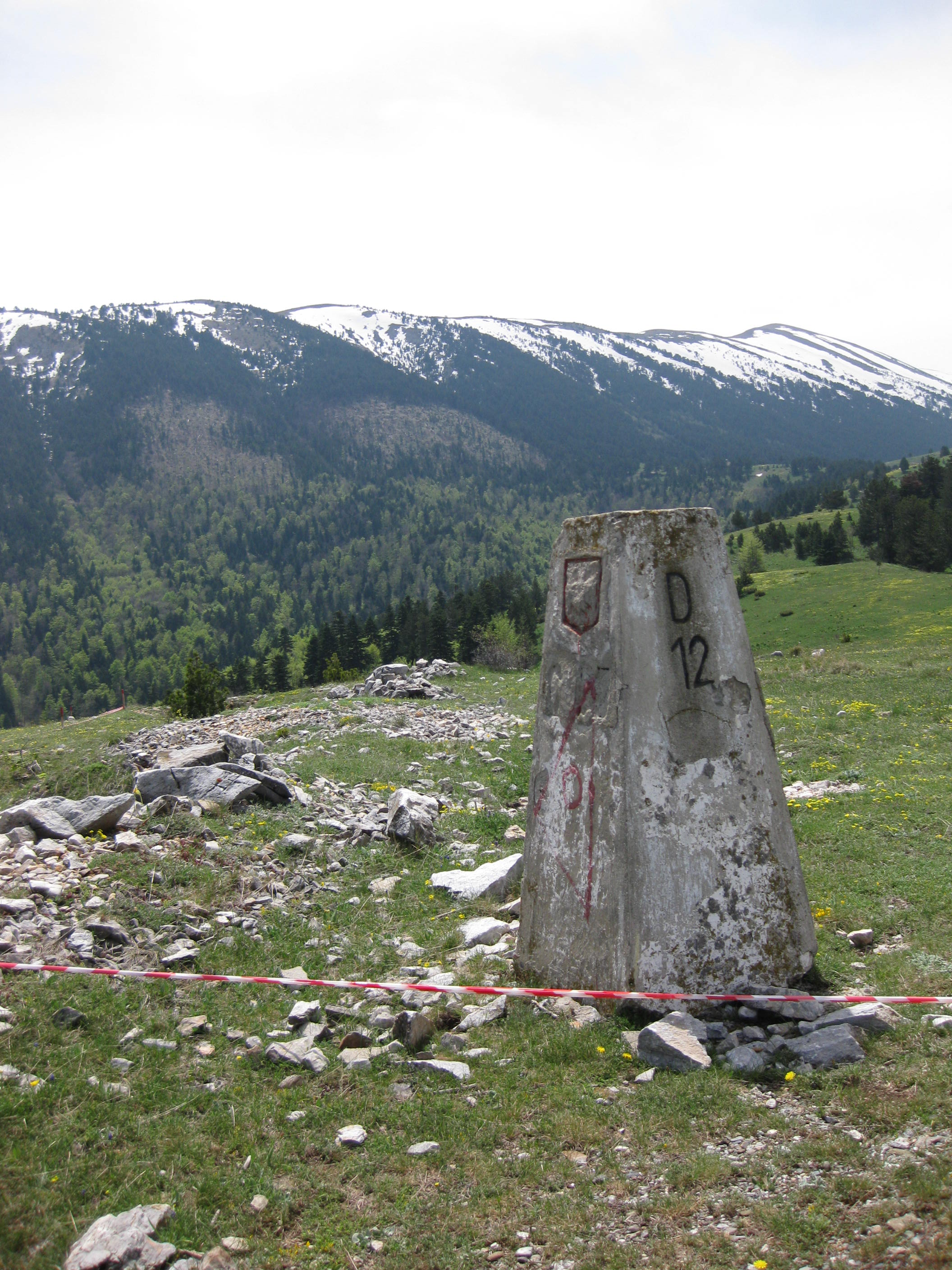
Albánsko-kosovský hraniční kámen